# Skorpions Varese 1997
Questa voce raccoglie le informazioni riguardanti gli Skorpions Varese nelle competizioni ufficiali della stagione 1997. Lo sponsor principale è per il secondo anno consecutivo Sebi.

## Roster
| Roster degli Skorpions Varese (1997)                                                                              |
| --- |
| Quarterback Running Back Wide Receiver Offensive Linemen Defensive Linemen Linebacker Defensive Back Special Team |

## Campionato Winter League FIAF 1997

### Regular season

#### Andata
| 5 ottobre 1997 | Sebi Skorpions Varese | 45 – 12 | Finplast Bulls Magenta |  |

| 12 ottobre 1997 Week 2 | Cepu Kings Gallarate | 6 – 36 | Sebi Skorpions Varese |  |

| 18 ottobre 1997 Week 3 | Sebi Skorpions Varese | 30 – 6 | Colorificio Bresciano Bengals Brescia |  |

| 26 ottobre 1997 Week 4 | Sebi Skorpions Varese | 29 – 20 | Red Falcons Liscate |  |

#### Ritorno
| 9 novembre 1997 Week 5 | Finplast Bulls Magenta | 14 – 60 | Sebi Skorpions Varese |  |

| 15 novembre 1997 Week 6 | Sebi Skorpions Varese | 24 – 32 | Cepu Kings Gallarate |  |

| 23 novembre 1997 Week 7 | Colorificio Bresciano Bengals Brescia | 38 – 46 | Sebi Skorpions Varese |  |

| 30 novembre 1997 Week 8 | Red Falcons Liscate | 30 – 44 | Sebi Skorpions Varese |  |

### Playoff
| 13 dicembre 1997 Quarti di Finale | Sebi Skorpions Varese | 60 – 27 | Etruschi Livorno |  |

| gennaio 1998 Semifinale | Sebi Skorpions Varese | 53 – 55 | Saima Virtus Bologna |  |

## Statistiche di squadra
| Competizione | %Vittorie | In casa | In casa | In casa | In casa | In casa | In casa | In trasferta | In trasferta | In trasferta | In trasferta | In trasferta | In trasferta | Totale | Totale | Totale | Totale | Totale | Totale |
| Competizione | %Vittorie | G       | V       | N       | P       | Pf      | Ps      | G            | V            | N            | P            | Pf           | Ps           | G      | V      | N      | P      | Pf     | Ps     |
| ------------ | --------- | ------- | ------- | ------- | ------- | ------- | ------- | ------------ | ------------ | ------------ | ------------ | ------------ | ------------ | ------ | ------ | ------ | ------ | ------ | ------ |
| Campionato   | .875      | 4       | 3       | 0       | 1       | 128     | 70      | 4            | 4            | 0            | 0            | 186          | 88           | 8      | 7      | 0      | 1      | 314    | 158    |
| Playoff      | .500      | 2       | 1       | 0       | 1       | 83      | 82      | -            | -            | -            | -            | -            | -            | 2      | 1      | 0      | 1      | 83     | 82     |
| Totale       | .800      | 6       | 4       | 0       | 2       | 211     | 152     | 4            | 4            | 0            | 0            | 186          | 88           | 10     | 8      | 0      | 2      | 397    | 240    |